# ESRA (Wien)

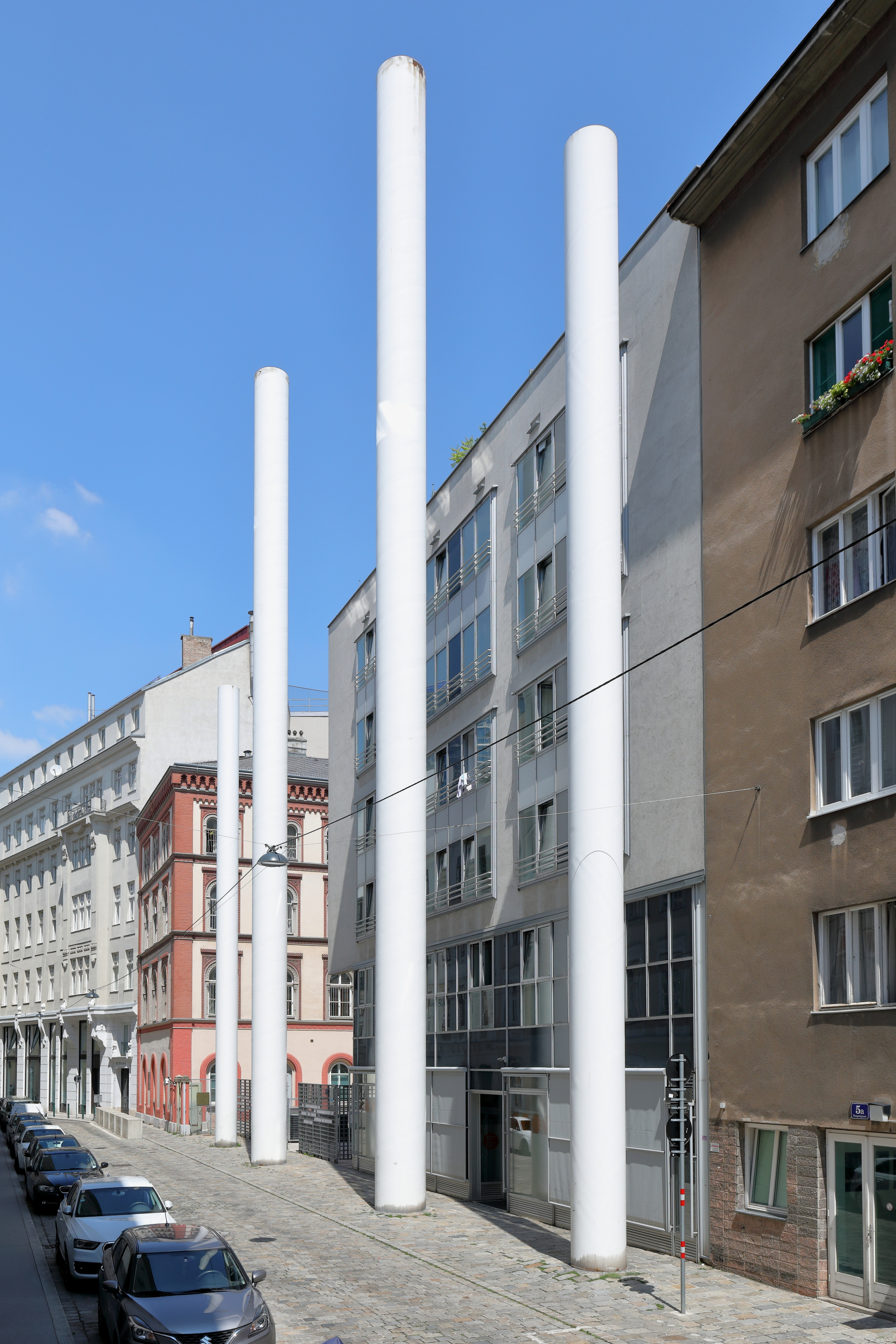
Eingang zum psychosozialen Zentrum ESRA. Die weißen Säulen erinnern an den 1938 zerstörten Leopoldstädter Tempel, der sich an dieser Stelle befand.

ESRA ist ein psychosoziales Zentrum in Wien, das 1994 für NS-Überlebende, jüdische Migrantinnen und Migranten und für die jüdische Bevölkerung Wiens eingerichtet wurde. ESRA behandelt auch schwer traumatisierte Asylsuchende aller Konfessionen.

## Name
Der aramäische Männername „Esra“ bedeutet „Hilfe“, kann aber auch als Kurzform des hebräischen Asarja „JHWH hat geholfen“ verstanden werden. Der türkische Frauenname „Esra“ ist dagegen arabischer Herkunft und bedeutet „Die Schnellste“. Die frühste Überlieferung des Namens Esra (hebr. עֶזְרָא) entstammt der Bibel. Dort ist im Alten Testament im Buch Esra die Geschichte des gleichnamigen Propheten beschrieben, der die Juden aus babylonischer Gefangenschaft nach Israel zurückführt. Erwähnt wird der Name Esra ab Kapitel 7.

## Tätigkeit
Das Psychosoziale Zentrum ESRA bietet Menschen, die durch Verfolgung, Folter, Migration, Misshandlung, Katastrophen oder andere schwerwiegende Ereignisse traumatisiert wurden, umfassende professionelle Hilfe an. Mit einer Vielzahl an Angeboten in den Bereichen Medizin, Psychiatrie, Psychotherapie, Psychologie, Pflege und Sozialer Arbeit werden Menschen dabei unterstützt, die psychischen Folgen von traumatischen Erlebnissen zu verarbeiten und wieder neue Lebensperspektiven zu entwickeln. Einen Schwerpunkt stellt die Arbeit mit Überlebenden der NS-Verfolgung dar, unabhängig von Religion, Ethnie, politischer Überzeugung oder sexueller Orientierung sowie mit deren Nachkommen und Angehörigen. Darüber hinaus ist ESRA Anlaufstelle für in Wien lebende Jüdinnen und Juden in allen psychosozialen Fragen.
Da viele Klienten und Patienten neben einer medizinischen Behandlung oft auch Beratung in anderen Bereichen ihres Lebens – etwa bei finanziellen Problemen, im Wohn- und Arbeitsbereich oder in fremdenrechtlichen Angelegenheiten – benötigen, können sie sowohl Leistungen der Ambulanz als auch der Sozialen Arbeit je nach ihren individuellen Bedürfnissen in Anspruch nehmen. Grundlage dafür ist die interdisziplinäre Zusammenarbeit der Mitarbeiter, die vielen unterschiedlichen Berufsgruppen angehören.
Das multiprofessionelle Team arbeitet interdisziplinär, zielgruppenorientiert und mehrsprachig. Durch Kooperationen mit anderen Organisationen und Institutionen können auch traumatisierte Menschen außerhalb von Wien professionell betreut werden.
Im Laufe der Jahre wurden die Tätigkeitsbereiche von ESRA kontinuierlich ausgeweitet: Hinzu kamen etwa die Kinder- und Jugendberatung, das offene Café, der Seniorenclub SchelAnu oder die Clearingstelle der Sozialen Arbeit. Die Betreuung von NS-Überlebenden wurde auf die Bundesländer ausgedehnt. Auch Menschen, die ab 1938 aus Österreich vertrieben wurden und heute im Ausland leben, werden als Zielgruppe von ESRA betreut.

## Zielgruppen
Die Angebote von ESRA stehen folgenden Menschen offen:
- Überlebenden der NS-Verfolgung, die in Österreich leben oder aus Österreich stammen
- Nachkommen und Angehörigen von NS-Verfolgten; unter anderem auch allen Überlebenden vom Spiegelgrund.
- der jüdischen Bevölkerung Wiens
- soweit möglich auch Menschen mit akuten Traumata bzw. Menschen, die unter den chronischen Folgen traumatischer Ereignisse, z. B. Gewalterfahrungen, leiden.[1]

## Gründung, Lage
Mitte des 19. Jahrhunderts kam es zu vermehrtem Zuzug jüdischer Menschen aus verschiedenen Teilen der Monarchie nach Wien. Der 1826 eingeweihte Stadttempel in der Seitenstettengasse wurde zu klein und Kaiser Franz Joseph erteilte daraufhin im Mai 1854 die Genehmigung für den Bau einer neuen Synagoge in der Leopoldstadt. Zwischen 1854 und 1858 entstand in der Tempelgasse 3–5 der sogenannte Große Leopoldstädter Tempel. Das Bauwerk wurde zur größten Synagoge Österreichs und bot rund 3.500 Menschen Platz. Architekt war Ludwig Förster, der auch die Große Synagoge in Budapest entwarf. In der Pogromnacht vom 9. auf den 10. November 1938 wurde der Haupttrakt mit der Synagoge völlig zerstört.
Der südliche Seitentrakt der Synagoge wurde 1951 geschleift und durch ein Wohnhaus (Desider-Friedmann-Hof) ersetzt. Der nördliche Seitentrakt dient hingegen noch heute als Betstätte für die jüdische Gemeinde. Neben einem Bethaus wurde hier auch eine Talmud-Tora-Schule der Agudas Israel untergebracht. Die Synagoge wurde hingegen durch einen Neubau mit Wohnungen ersetzt.
1994 wurde auf Grund einer Initiative des Vorsitzenden der Sozialkommission der israelitischen Kultusgemeinde (IKG) (Alexander Friedmann), der Leiterin der Sozialabteilung der IKG (Elvira Glück) und eines kleinen Kreises engagierter Vertreter der Zivilgesellschaft nach zweijähriger Vorbereitungszeit das psychosoziale Zentrum ESRA von der Israelitischen Kultusgemeinde Wien und der Stadt Wien gegründet. Vorrangiges Ziel war, NS-Überlebenden unabhängig von deren Religion, Ethnie, politischer Überzeugung oder sexueller Orientierung professionelle Beratung und Behandlung anzubieten.

## Aufgaben
Die beiden Psychiater Alexander Friedmann (1948–2008) und David Vyssoki (geb. 1948), ärztlicher Leiter von 1994 bis 2011, sowie Elvira Glück (geb. 1960), Direktorin von ESRA von 1994 bis 1999 und Leiterin der Sozialabteilung der IKG von 1990 bis 1999, prägten die neue Institution wesentlich. Schwerpunkt der Arbeit war und ist die psychosoziale Betreuung von Überlebenden der NS-Verfolgung, sowie deren Nachkommen, welche großteils unter einer Posttraumatischen Belastungsstörung litten und leiden. ESRA leistete und leistet einen westlichen Beitrag im Integrationsprozess und ist interdisziplinär ausgerichtet. Ratsuchende erhalten sowohl medizinische Behandlung, als auch Sozialarbeit unter einem Dach. Angeschlossen sind sowohl ein Kommunikationszentrum und ein Kaffeehaus, als auch ein koscherer Mittagstisch. Beratung und Betreuung erfolgen weitgehend muttersprachlich, neben deutsch auch auf englisch, russisch, hebräisch, spanisch und italienisch.
Die Institution wurde vom Bundesministerium für Inneres (BMI) als Zivildiensteinrichtung anerkannt. ESRA ist eine der Trägerorganisationen im Wiener Bündnis gegen Depression und wurde vom BMI bzw. FSW mit der psychotherapeutischen Versorgung von traumatisierten Asylwerbern beauftragt.

### Fortbildungen
Die Institution veranstaltet regelmäßig wissenschaftliche Vorträge und Fachtagungen insbesondere zu allen Problemstellungen rund um das Psychotrauma. Beim Symposium anlässlich des 20-jährigen Bestehens des Psychosozialen Zentrums, welches im Oktober 2014 in der Orangerie von Schloss Schönbrunn stattfand, sprachen unter anderem bedeutende Traumaexperten wie Boris Cyrulnik (Toulon), Judith Lewis Herman (Harvard), Bessel van der Kolk (Boston), Zahava Solomon (Tel Aviv), Harvey M. Weinstein (Berkeley) und Martin Auerbach (Jerusalem). Mitarbeiter der Institution publizieren regelmäßig wissenschaftliche Beiträge und Bücher.

### Dr.-Alexander-Friedmann-Preis
ESRA verleiht alljährlich den Alexander-Friedmann-Preis für Leistungen in der psychosozialen Beratung, Betreuung oder Behandlung, sowie im Bereich der Wissenschaft, die vor allem über ethnische Grenzen hinausgehen. Der Preis ist mit 10.000 Euro dotiert.

## Team und Leitung
Das multiprofessionelle Team besteht aus Fachärzten, Psychotherapeuten, Psychologen, Sozialpädagogen, psychiatrisch diplomierten Gesundheits- und Krankenpflegern, Absolventen der Fachhochschule bzw. der Akademie für Soziale Arbeit sowie Mitarbeiter der Administration, Zivildienstleistenden und Praktikanten. Darüber hinaus sind auch Mitarbeiter ehrenamtlich im Rahmen des Besuchsdienstes tätig. Diese inter- und transdisziplinäre Zusammenarbeit innerhalb einer Institution kommt den Bedürfnissen von traumatisierten Menschen mit einer Posttraumatischen Belastungsstörung bzw. anderen Traumafolgestörungen entgegen, schließt Versorgungslücken im Unterstützungsnetzwerk und schützt vor retraumatisierenden Betreuungssituationen.
Die kollegiale dreiköpfige Leitung bestand ursprünglich  aus dem ärztlichen Leiter Klaus Mihacek, der Leiterin Soziale Arbeit Gerda Netopil und dem Geschäftsführer Peter Schwarz. Schwarz war von 1996 bis 2021 in dieser Position tätig. Am 25. März 2022 wurden die drei genannten Personen für ihre besonderen Leistungen von Bundespräsident Alexander Van der Bellen mit dem Silbernen Verdienstkreuz für Verdienste um die Republik Österreich ausgezeichnet. Obfrau des Vereins ESRA ist derzeit Frau Jasmin Freyer.

## Zitat
„Bei ESRA wird Menschen, die die innere Sicherheit verloren haben, die äußere Sicherheit wieder gegeben.“

## Auszeichnung
- 2011: Bruno-Kreisky-Preis für Verdienste um die Menschenrechte